# Berezdivți, Mîkolaiiv
Berezdivți (în ucraineană Берездівці) este localitatea de reședință a comunei Berezdivți din raionul Mîkolaiiv, regiunea Liov, Ucraina.

## Demografie
Componența lingvistică a localității Berezdivți
     Ucraineană (99,64%)
     Alte limbi (0,36%)
Conform recensământului din 2001, majoritatea populației localității Berezdivți era vorbitoare de ucraineană (99,64%), existând în minoritate și vorbitori de alte limbi.